# 施华洛世奇
施华洛世奇股份公司是奥地利生产加工低鉛水晶玻璃工艺品的制造商，总部位于奥地利蒂罗尔州瓦滕斯。施华洛世奇的业务主要有两大范围：一类是以生产含有水晶元素的精品、時尚設計和高端光学仪器的人造水晶（Kristall）产品；一类是以生产黏合研磨剂、锯刀和钻台工具和机器的泰利莱（Tyrolit）产品。

## 历史

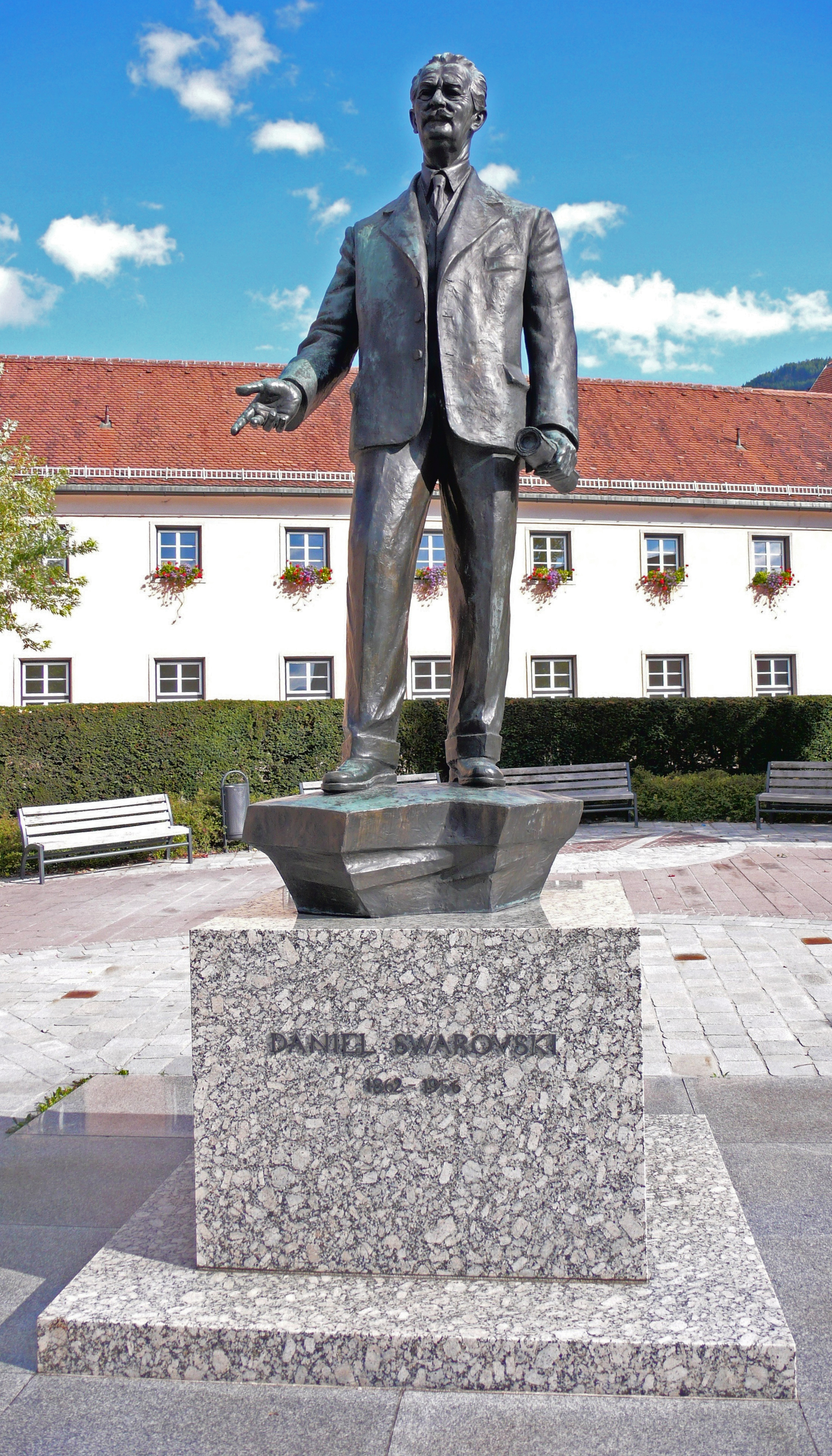
施华洛世奇集团公司的创始人丹尼尔·施华洛世奇（Daniel Swarovski，1862–1956)

公司的创始人丹尼爾·施華洛世奇（1862年10月24日—1956年1月23日）出生在奧地利帝国波希米亚（现在的捷克共和国）。他的父亲是个玻璃切割工，并经营一家小型玻璃企业。年轻的施华洛世奇就是在这里从一个学徒成为人造水晶切割工艺行业的专业人士。在1892年，他发明的切割含鉛玻璃水晶的电动切割打磨机器获得了专利。
1895年，在阿尔芒·柯斯曼（Armand Kosman）和弗朗茨·魏斯（Franz Weis）的资助下，施华洛世奇公司正式成立。最初公司被命名为 A. Kosman, Daniel Swartz & Co.，之后被简称为 K.S. & Co。公司利用奥地利蒂罗尔州瓦滕斯水力发电的资源，建立了一个水晶切割工厂，进行高能源消耗的磨削工艺的版权加工。
创始人的曾曾孙女娜佳·施华洛世奇是现在施华洛世奇执行委员会成员之一。

## 产品

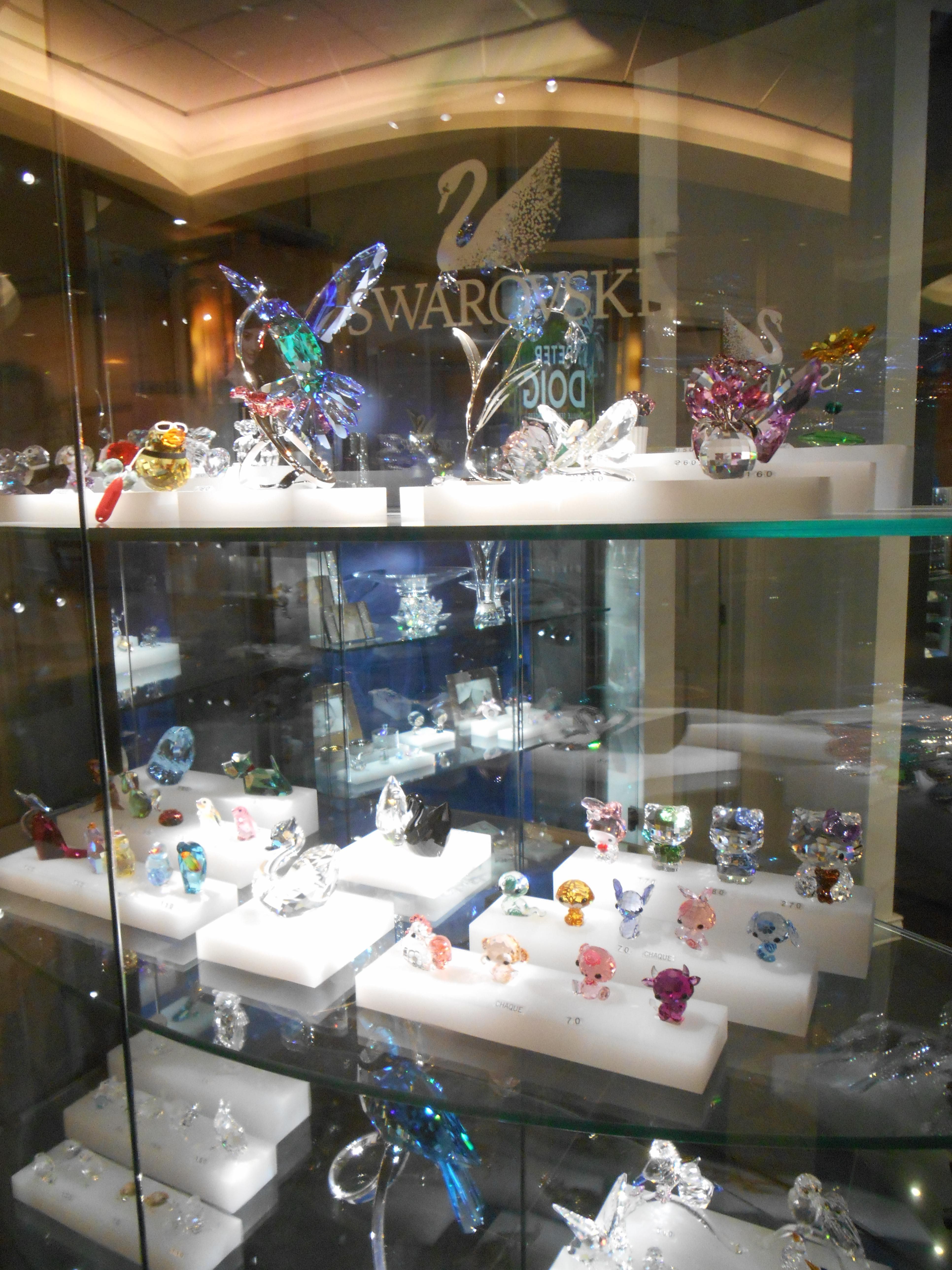
施华洛世奇人造水晶元素系列包括人造水晶雕像和动物摆件等

施华洛世奇人造水晶产品系列包括水晶玻璃雕像和动物摆件，珠宝和高级服装定制，家居装饰和灯饰。施华洛世奇以小动物摆件而闻名，同时这些小动物摆件吸引了一批忠实的，长期收集人造水晶品的收藏家们和爱好者们。
施华洛世奇所有它的雕像产品都标有施华洛世奇的标志。施华洛世奇最早的标志是雪绒花，后来改用 S.A.L.字母的标志。自1988年，天鹅标志取代了 S.A.L. 并一直用到现在。
为了使人造水晶玻璃的光折射成彩虹光谱，施华洛世奇用它自己开发的特殊金属化学涂料产品对人造水晶玻璃进行涂层处理。例如，白彩或 AB”，它能使涂层的表面出现彩虹光谱。 
公司对其它一些涂层产品分别命名为透视彩、火山、金光和富丽金。另外，在涂层处理过程中，可以只对某一部分被涂层产品进行涂层处理，其它被涂层部分可以进行重复涂层处理，所以经过这种涂层处理的产品定名为白彩（AB）2X, 和富丽金（Dorado）2X 等等。
在2004年，施华洛世奇发行了让人造水晶达到最完美闪烁效果进行精细切割的版权产品：施亮玫紅平底石（XILION Rose）和砖石切割的施亮圆形水钻（XILION Chaton）。
施华洛世奇集团旗下包括泰利莱（Tyrolit）工业集团（生产研磨料和磨削工具）、施瓦尔扶列克斯（Swareflex）安全路标公司（生产发光道路标识和指示系统反射器）、西格尼太（Signity）公司（从事精雕细琢天然和人造宝石）和施华洛世奇·奥替克（Swarovski Optik）光学仪器公司（研究和制造望远镜、瞄准器等光学仪器）。
施华洛世奇同时也参与液体香水和固体香精系列产品的研制。
华洛世奇集团公司在它的总部所在地瓦滕斯（靠近因斯布鲁克、蒂罗尔州、奥地利）举办了以水晶为主题的“水晶世界”（Swarovski Kristallwelten）博物馆。博物馆外形的正面是一个被草皮覆盖的巨人的头，巨人的嘴巴是个喷泉口，瀑布从它的口中泻下。巨人的腹中，是关于水晶元素和水晶唤起人们的情感并启发人类灵感的“水晶世界”博物馆。遗憾的是博物馆对著名产品的设计、制作和完工过程没有进行解说。
最近在亚洲时尚首饰及配饰博览会上，施华洛世奇展出了以连续的碎光穿过玻璃晶体为理念的水晶元素作品。

### 分公司

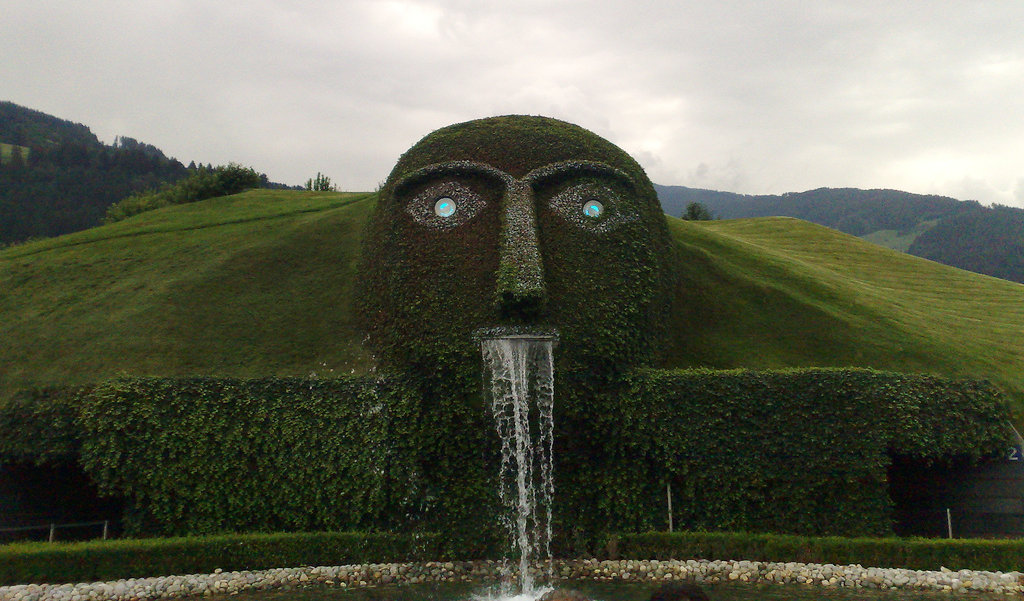
水晶世界中心

- 施华洛世奇

制作加工水晶元素的动物和雕像，饰品和时尚服饰
- 施华洛世奇光学

研究制作优质光学仪器
- 施华洛世奇工作室

时装和首饰设计，维克托·霍斯廷（Viktor Horsting）和罗尔夫·斯诺伦（Rolf Snoeren）设计的2014年的秋季系列产品
- 施华洛世奇水晶宫

设计制作前卫灯具（吊灯）
- 施华洛世奇专业人士

制作加工施华洛世奇水晶元素产品
- 施华洛世奇水晶世界

包括展览馆、艺术馆和娱乐场所
- 施华洛世奇宝石业务

宝石设计
- 施华洛世奇照明业务

为建筑业提供的人造水晶照明灯具
- 泰利莱工业集团

黏合研磨剂和切割轮的制造
- 施瓦尔扶列克斯

制造安全路标特殊产品
- 施柯诺布尔可

水晶吊灯制造
- 水晶标准检验

对施华洛世奇直接销售部门的成品首饰进行检验
- 施华洛世奇娱乐中心

与影视业的合作

### 动感水晶系列
在2007年，施华洛世奇与电子工业的巨头飞利浦合作，创制了“动感水晶” 消费电子产品系列。这个系列包括六个USB闪存盘和四个入耳式耳机，以及2008年的蓝牙无线耳机品牌产品，所有这些产品都是用施华洛世奇的水晶元素来点缀的。

### 塑像和收藏
早期创建的水晶小老鼠雕像是施华洛世奇别具收藏价值的珍贵作品。现在仍然在发行这个最小版本的水晶小老鼠雕像，也叫“鼠标”。公司还生产了众多数量类似这样产品的瓢虫和限量版的迪斯尼雕像。
在2009年，皇家加拿大鑄幣廠颁发的一些收藏银币也涵盖了施华洛世奇水晶元素。
2014年11月，维多利亚的秘密透露了他们重新在意大利设计的豪华香水瓶的信息。施华洛世奇的水晶元素点缀了香水瓶上精美天使的翅膀。这个价值为250美元一瓶的香水被包装在一个含有镀金的白色漆盒中。

## 合作和赞助
自2004年以来，纽约的洛克菲勒中心（曼哈顿商业中心）的圣诞树上悬挂着施华洛世奇开发和制作的繁星和雪花般的水晶元素串，这个人造水晶串的高有9英尺（2.7米），重有550 磅（250公斤）。这个通过水晶来点缀圣诞树的灵感来之于自1991年以来，零售小饰品的年鉴。
施华洛世奇是2004年发行和公映电影《剧院魅影》的赞助商。剧中的“立式”灯具由施华洛世奇水晶元素组成。现在施华洛世商店的橱窗是电影之后的可见版本。不同的是现在的天鹅标志取代了在电影所处年代的雪绒花标志。
在2009年《就是这样》巡回演唱纪录片中，迈克尔·杰克逊所穿和所用的舞台服饰镶满了施华洛世奇水晶元素。
在2011年，施华洛世奇元素被植入在珍妮弗·洛佩兹的宣传专题片"在地板上"中，同样施华洛世奇分别与皇冠威士忌（Crown Royal Whisky）和BMW集团也进行互惠互利的合作。在2012年，施华洛世奇产品再一次通过妮莉·费塔朵的“大篮球”音乐片做了银幕广告。

## 画廊

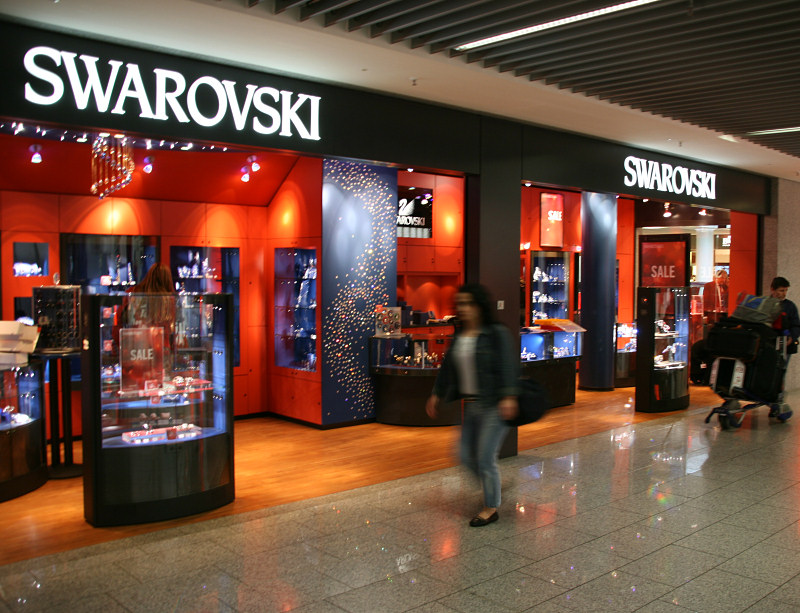
法兰克福的施华洛世奇经销商店
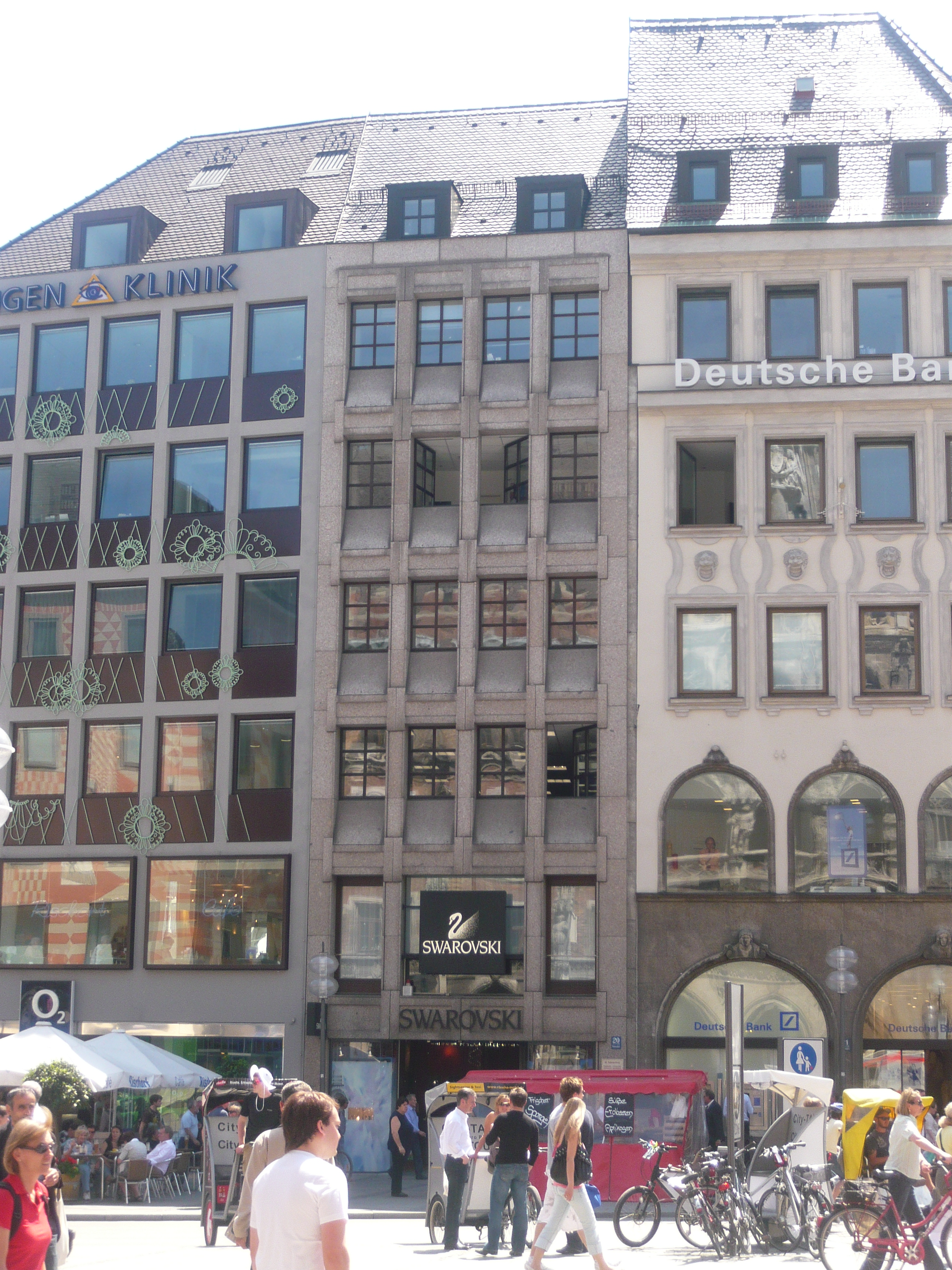
慕尼黑的施华洛世奇经销商店
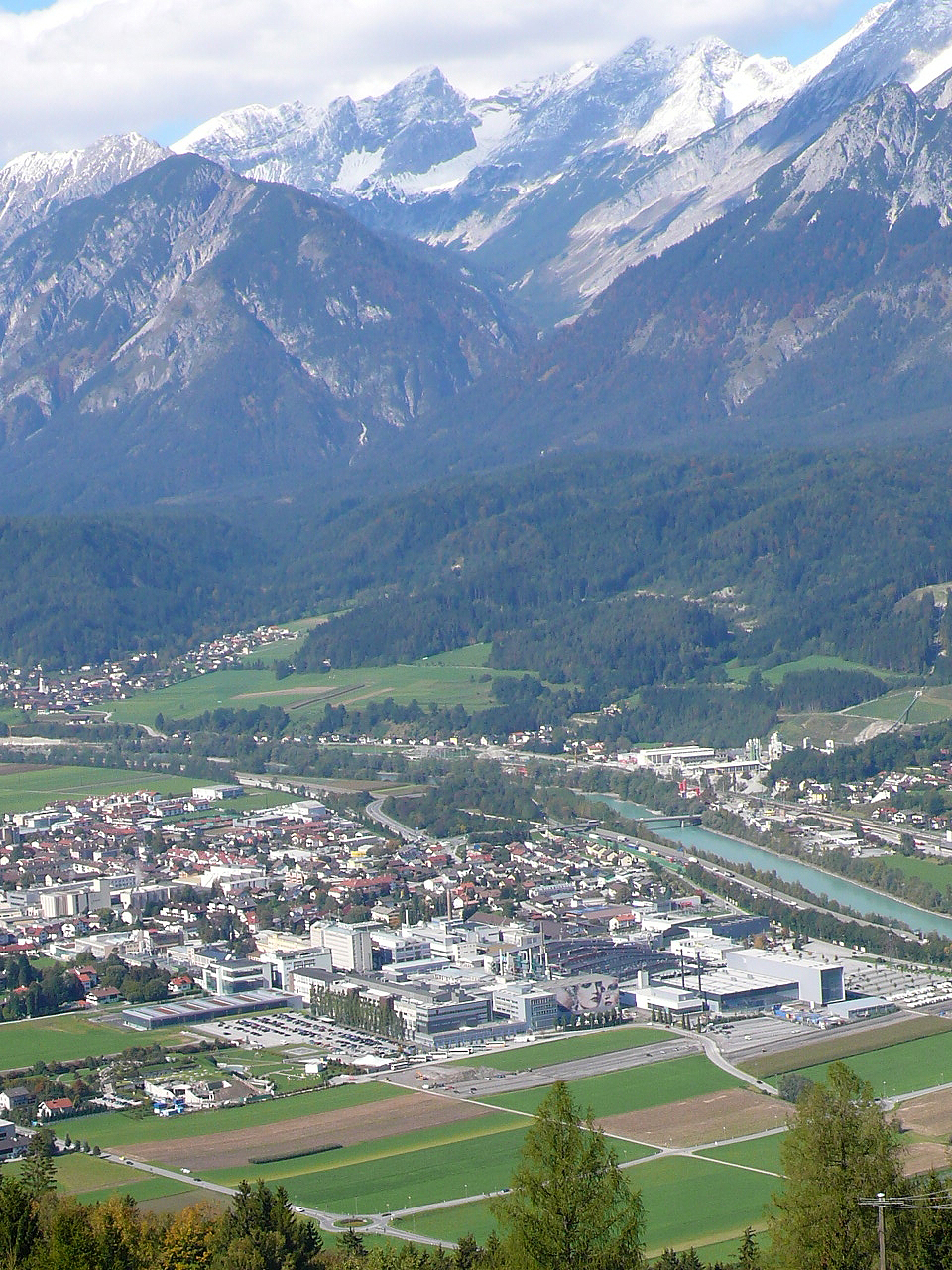
瓦滕斯的施华洛世奇总部
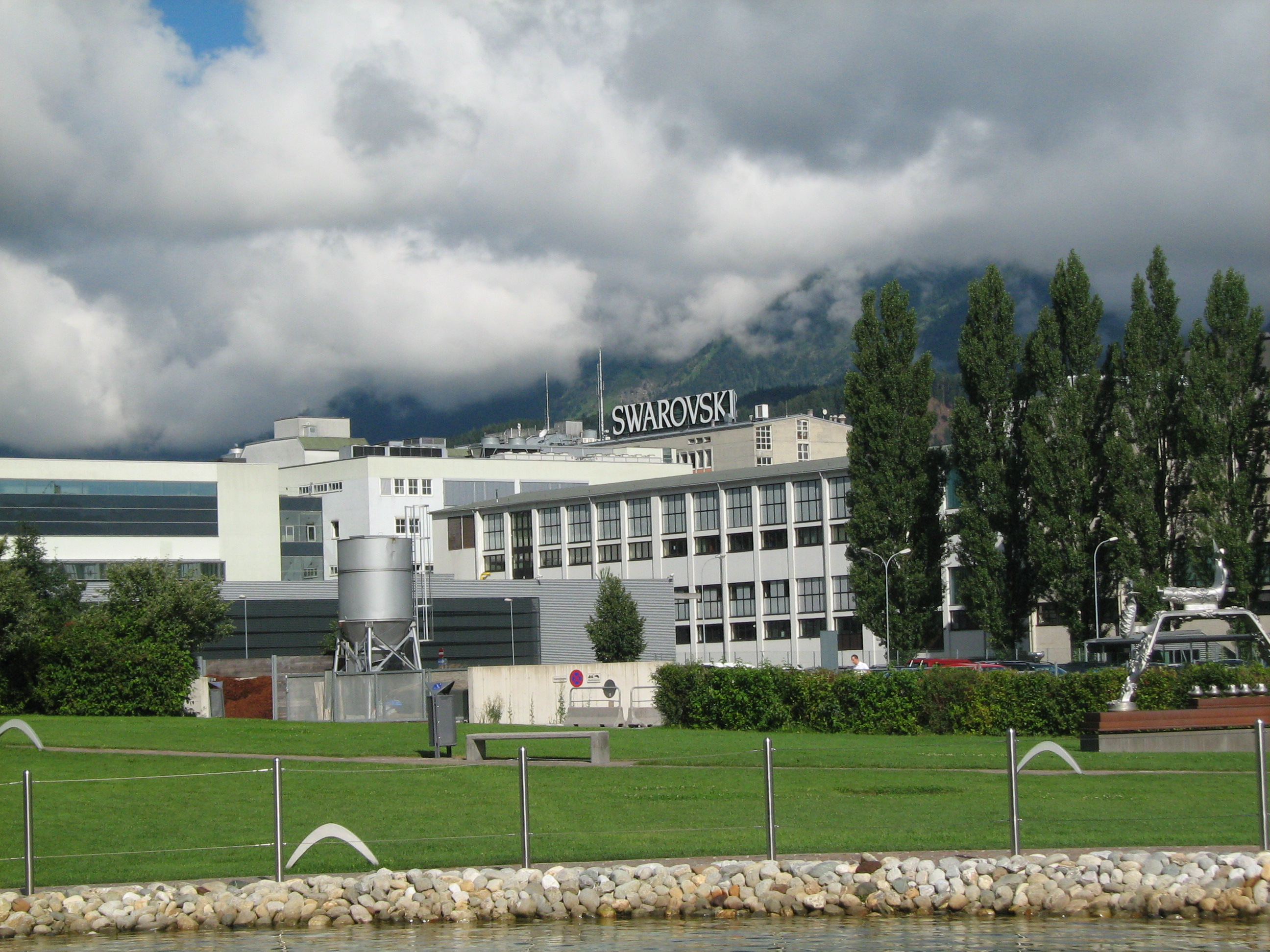
瓦滕斯的工厂
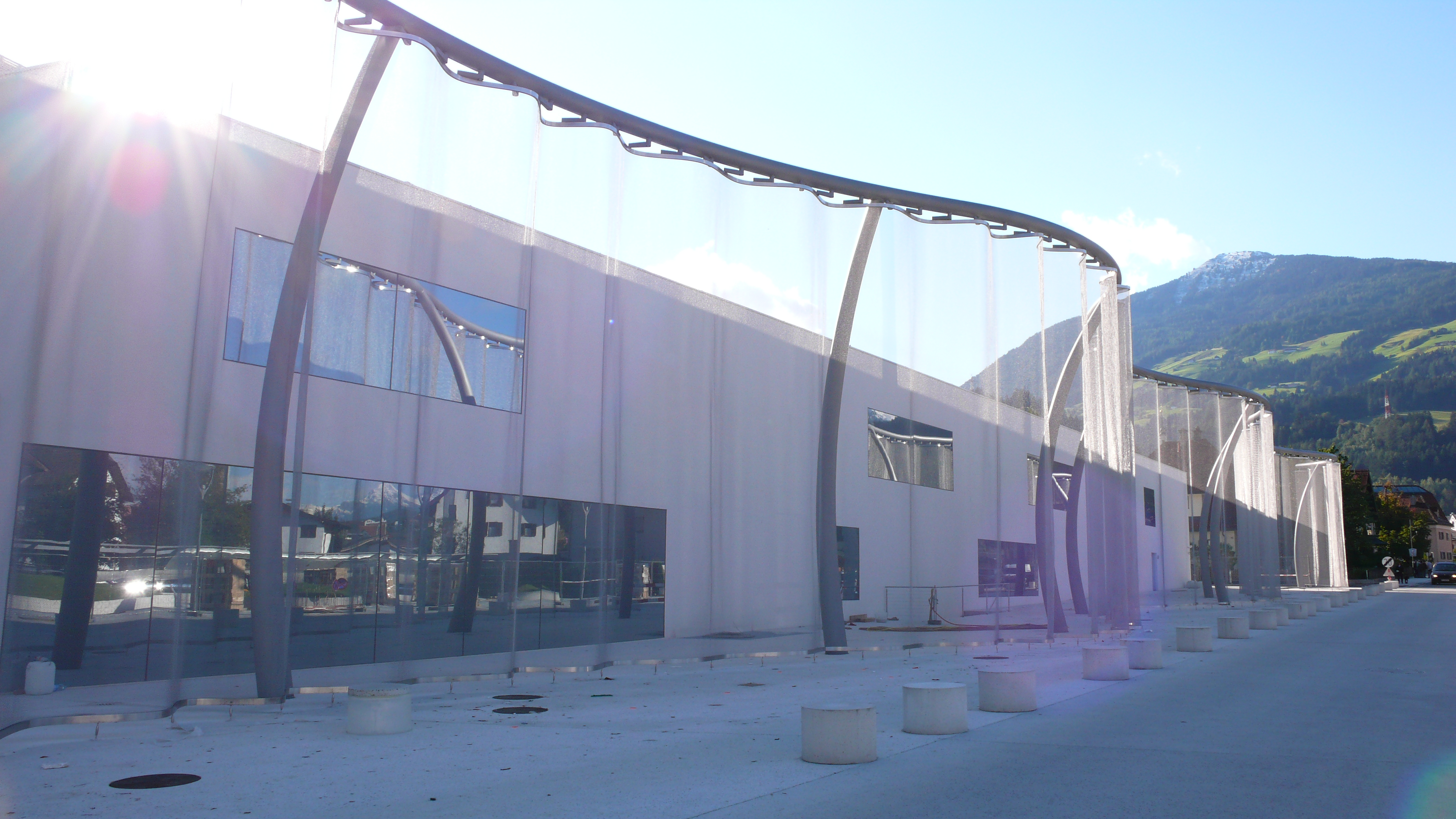
2007年瓦滕斯的施华洛世奇

## 外部連結
- Swarovski Group （页面存档备份，存于）（英文）
- 臺灣施華洛世奇水晶官方網站 （页面存档备份，存于）（繁體中文）
- 中國施華洛世奇水晶官方網站 （页面存档备份，存于）（简体中文）
- 香港施華洛世奇水晶官方網站 （页面存档备份，存于）（繁體中文）
- 日本施華洛世奇水晶官方網站 （页面存档备份，存于）（日語）
- 韓國施華洛世奇水晶官方網站 （页面存档备份，存于）
- Swarovski的Facebook專頁（英文）
- YouTube上的Swarovski頻道（英文）
- Swarovski的Instagram帳戶（英文）
- SWAROVSKI施华洛世奇的新浪微博（简体中文）

Template:玻璃制造商和品牌